# ديف بامبتون
ديف بامبتون (بالإنجليزية: Dave Bampton)‏ هو لاعب كرة قدم بريطاني في مركز الوسط، ولد في 5 مايو 1985 في سويندون في المملكة المتحدة. لعب مع سويندون تاون ونادي تاموورث ونادي ووستر سيتي.

## وصلات خارجية
- ديف بامبتون على موقع قاعدة بيانات كرة القدم.إي يو (الإنجليزية)
- ديف بامبتون على موقع Soccerbase.com (لاعب) (الإنجليزية)